# Hoa hậu Chuyển giới Quốc tế 2009
Hoa hậu Chuyển giới Quốc tế 2009 là cuộc thi Hoa hậu Chuyển giới Quốc tế lần thứ 5 được tổ chức tại Pattaya, Thái Lan vào ngày 31 tháng 10 năm 2009. Hoa hậu Chuyển giới Quốc tế 2007 - Tanyarat Jirapatpakon đến từ Thái Lan đã trao lại vương miện cho người kế nhiệm, cô Ai Haruna đến từ Nhật Bản.

## Kết quả
| Kết quả                          | Thí sinh |
| -------------------------------- | --- |
| Hoa hậu Chuyển giới Quốc tế 2009 | - #12 Nhật Bản – Ai Haruna |
| Á hậu 1                          | - #06 Thái Lan – Kangsadal Wongsadeekul |
| Á hậu 2                          | - #18 Brazil – Daniela Margues |
| Top 10                           | - #08 Nhật Bản – Bemi Tukishima - #16 Philippines – Godiva Marie Arcachie - #11 Philippines – Anna Marie - #04 Philippines – Jamby Lim Garcia - #13 Thái Lan – Sorrawee Nattee - #02 Hoa Kỳ – Sunny De-Lite |

## Các giải thưởng phụ
| Giải thưởng                 | Thí sinh                                  |
| --------------------------- | ----------------------------------------- |
| Trang phục Dân tộc đẹp nhất | - #13 Thái Lan – Sorrawee Nattee          |
| Hoa hậu Thân thiện          | - #16 Philippines – Godiva Marie Arcachie |
| Hoa hậu Ảnh                 | - #06 Thái Lan – Kangsadal Wongsadeekul   |
| Trang phục Dạ hội đẹp nhất  | - #02 Hoa Kỳ – Sunny De-Lite              |
| Hoa hậu Tài năng            | - #12 Nhật Bản – Ai Haruna                |
| Miss Ripley's Popular Vote  | - #11 Philippines – Anna Marie            |

## Thí sinh tham gia
Cuộc thi có tổng cộng 21 thí sinh tham gia:
| Số báo danh | Quốc gia    | Thí sinh                   |
| ----------- | ----------- | -------------------------- |
| 01          | Trung Quốc  | Maggie Gao                 |
| 02          | Hoa Kỳ      | Sunny Dee-Lite             |
| 04          | Philippines | Jamby Lim Garcia           |
| 05          | Anh Quốc    | Asunta Mae                 |
| 06          | Thái Lan    | Kangsadal Wongdusadeekul   |
| 07          | Singapore   | Camillia Dzelma            |
| 08          | Nhật Bản    | Bemi Tukishima             |
| 10          | Malaysia    | Roxaanne Fonseka           |
| 11          | Philippines | Anna Marie                 |
| 12          | Nhật Bản    | Ai Haruna                  |
| 13          | Thái Lan    | Sorrawee Nattee            |
| 15          | Nepal       | Sandhya Lama               |
| 16          | Philippines | Godiva Marie Arcachie      |
| 17          | Nhật Bản    | Yuki Saejima               |
| 18          | Brazil      | Daniela Marques            |
| 19          | Puerto Rico | Naysha Lopez               |
| 20          | Hoa Kỳ      | Stacey Jacobs              |
| 21          | Philippines | Maria Selita Erica Fideroa |

## Chú ý

#### Lần đầu tham gia
- Trung Quốc

#### Trở lại
Lần cuối tham gia vào 2005:
- Singapore

#### Bỏ cuộc
- Costa Rica
- Venezuela
- Switzerland
- Đức